# 桂敏杰
桂敏杰（1953年12月—），吉林舒兰人，中华人民共和国政治人物。

## 生平
毕业于吉林大学法律系，师从王惠岩。1986年，担任任国务院法制局财贸外事法规司副处长、办公室处长。1992年，任国务院法制局工交劳动法规司副司长。1994年起，任中国证券监督管理委员会办公室主任、法律部主任。1997年，任深圳证券交易所总经理。2001年5月，任中国证券监督管理委员会副秘书长。2002年7月，任中国证券监督管理委员会主席助理。2004年7月，任中国证券监督管理委员会副主席。2012年4月12日，任上海证券交易所理事长。2012年9月10日，兼任中国金融期货交易所所董事长。2016年5月20日，因年龄原因离职。